# سیاهرگ
سیاهرگ یا وَرید (به انگلیسی: Vein) در دستگاه گردش خون بدن، رگی است که خون را از اندام‌ها به قلب بازمی‌گرداند. دیواره سیاهرگ نازک‌تر از سرخرگ است اما قطر بیشتری داشته و خاصیت ارتجاعی کمتری دارد. در بعضی سیاهرگ‌ها دریچه‌هایی به نام لانه کبوتری وجود دارد که این دریچه‌ها کمک می‌کنند تا خون از اندام پایینی مانند دست‌ها و پاها بهتر به سمت قلب حرکت کنند. به‌طور کلی خون تمامی قسمت‌های بدن توسط دو ورید به نام‌های اجوف فوقانی و تحتانی به دهلیز راست قلب برمی‌گردد.
همه سیاهرگ‌ها خون تیره (خون حاوی کربن دی‌اکسید بیشتر) را منتقل می‌کنند به غیر از سیاهرگ‌های ششی و سیاهرگ نافی که خون روشن (خون حاوی اکسیژن بیشتر) را منتقل می‌کنند.

## جریان خون در سیاهرگ‌ها
علت اصلی گردش خون سیاهرگ‌ها باقیمانده فشاری است که با انقباض قلب در سرخرگها تولید کرده و به واسطه مقاومت مویرگها کم شده‌است. کشش سینه نیز به گردش خون در سیاهرگها کمک می‌کند. ریه‌ها میل دارند روی خود فرو بشینند، اما جدار قفسه سینه مانع فرونشستن آنها می‌شود، از این‌رو همیشه یک فشار منفی در درون قفسه سینه وجود دارد که هنگام دم و از هم بازشدن قفسه سینه بیشتر می‌گردد و این فشار منفی است که موجب گشاد شدن سیاهرگهای درون قفسه سینه و کشیده شده خون به داخل آنها می‌شود. انقباضهای متناوب و منظم عضلات پا هنگام دویدن نیز خون سیاهرگهای پا را به جریان می‌اندازند.

## واریس
گشادگی سیاهرگ را واریس گویند که اکثراً در پا دیده می‌شود. ایستادن زیاد، کم‌تحرکی و نارسایی‌های قلبی می‌توانند باعث تخریب این دریچه‌ها شده و در نتیجه خون در سیاهرگ‌ها تجمع می‌کند و شخص به بیماری واریس مبتلا می‌شود. در بستر عروق، کمپلیانس وریدها بیشترین است.
علل پیدایش واریس پا سستی ماهیچه‌های پا، پای پهن و ایستادن دائم می‌باشد.  بیمار مبتلا به واریس پا، هنگام حرکت حس سنگینی و کشش و درد پا می‌کند. یکی از عوارض واریس، خون‌بستگی یا ترومبوز است که به علت وقفه جریان خون در سیاهرگ گشاد شده به‌وجود می‌آید. واریس بیشتر در نارسایی دریچه‌های سیاهرگی دیده می‌شود. معالجه واریس برداشتن سیاهرگ‌های گشاد شده بوسیله عمل جراحی می‌باشد.

## سیاهرگ‌های مهم بدن
- بزرگ‌سیاهرگ زبرین
- بزرگ‌سیاهرگ زیرین
- سیاهرگ بازویی‌سری
- سیاهرگ زیر ترقوه‌ای
- سیاهرگ زیربغلی
- سیاهرگ بازویی
- سیاهرگ زند زبرین
- سیاهرگ زند زیرین
- سیاهرگ ژوگولار داخلی
- سیاهرگ ژوگولار خارجی
- سیاهرگ ایلیاک مشترک
- سیاهرگ ایلیاک خارجی
- سیاهرگ ایلیاک داخلی
- سیاهرگ رانی
- سیاهرگ پوپلیتئال
- سیاهرگ درشت‌نی خلفی
- سیاهرگ درشت‌نی قدامی
- سیاهرگ نازک‌نی
- سیاهرگ صافن بزرگ
- سیاهرگ صافن کوچک
- سیاهرگ باب کبدی
- سیاهرگ مزانتریک فوقانی
- سیاهرگ طحالی